# Tip O’Neill
Tip O’Neill, właśc. Thomas Phillip O’Neill Jr. (ur. 9 grudnia 1912, zm. 5 stycznia 1994) – amerykański polityk, wieloletni członek Izby Reprezentantów USA i działacz Partii Demokratycznej. W izbie niższej amerykańskiego kongresu zasiadał przez 34 lata i reprezentował pozycję liberalną (w USA: lewicową).

## Wczesne lata i kariera
O’Neill urodził się w Cambridge w stanie Massachusetts w rodzinie pochodzenia irlandzkiego, zaliczającej się do klasy średniej. W dzieciństwie przyjął przezwisko Tip. Edukował się w szkołach katolickich.
Jego pierwszy kontakt z polityką nastąpił podczas wyborów prezydenckich w USA roku 1928, kiedy, jako 15-letni chłopiec, pracował ochotniczo w kampanii wyborczej kandydata demokratów Ala Smitha przeciwko republikaninowi Herbertowi Hooverowi, który został wówczas prezydentem.
Cztery lata później pracował przy kampanii Franklina Delano Roosevelta.
Jego pierwszą kampanią wyborczą, kiedy sam ubiegał się o jakiś urząd, była rywalizacja do rady miejskiej Cambridge w roku 1936, kiedy wygrał większością zaledwie 150 głosów. Jednakże w tym samym roku wybrano go też do izby niższej stanowej legislatury, gdzie został pierwszym w dziejach stanu demokratycznym spikerem.

## Kongresmen O’Neill
W stanowej Izbie Reprezentantów służył do roku 1952, kiedy wybrano go kongresmenem federalnym. Na stanowisku tym zastąpił wybranego wówczas na senatora i późniejszego prezydenta Johna F. Kennedy’ego.
Jako kongresmen O’Neill należał do przywództwa frakcji demokratów oraz krytykował politykę prezydenta Lyndona B. Johnsona w Wietnamie. W moim sercu wierzę, że pańska polityka jest zła. – powiedział mu w czasie spotkania w Białym Domu.
Dzięki temu stanowisku stał się bardzo popularny i w roku 1971 został zastępcą przywódcy większości, a w dwa lata później (1973) jej liderem. Na tym stanowisku popierał m.in. postawienie w stan oskarżenia prezydenta Richarda Nixona.

### Spiker
Po rezygnacji spikera Carla Alberta w roku 1975 z ubiegania się o kolejną kadencję O’Neill został w roku 1977, czyli tym samym, w którym demokrata Jimmy Carter został prezydentem, jego następcą. Stanowisko to zajmował do roku 1987, kiedy to odszedł z Kongresu na emeryturę. W czasie swej kadencji zajmował niezmiennie stanowisko liberalne, za co był atakowany przez prawicowców spod znaku Reagana. O’Neill zresztą nie pozostawał im dłużny.